# Alma Andersen
Alma Agnethe Andersen, (født 23. juni 1892, død 1. august 1959), var en dansk forstander og husholdningslærer. I
1938 blev hun som den første kvinde valgt til bestyrelsen for Kong Frederik den Syvendes Stiftelse, først som suppleant og i 1957 som medlem.